# Marcus Salles
Marcus Salles, nome artístico de Luiz Marcos Alves de Salles, é pastor do Projeto Vida Nova de Campo Grande, cantor brasileiro de música cristã contemporânea e ex-integrante do Quatro por Um. Foi indicado ao Troféu Promessas em 2011
.

## Discografia
Álbuns com o Grupo Cantar-te
- 1991: Precisava te dizer

Álbuns com o Quatro por Um
- 2002: Quatro por Um
- 2004: De Volta à Inocência
- 2006: Um Chamado
- 2007: Enquanto Houver Fôlego
- 2009: Hoje

Álbuns em carreira solo
- 2010: Meu Lugar[5]
- 2012: Ao Vivo na Igreja
- 2014: Faz Mais uma Vez
- 2016: Abra a Sua Boca e Profetiza

Como instrumentista convidado
- 2000: Você já Imaginou? - Mattos Nascimento (baixo)
- 2003: Com Alegria - Marcelo Nascimento (contrabaixo, fletless)
- 2003: Um Grande Amor - Marcelo Crivella (baixo)